# Sadikou Oukpedjo
Sadikou Oukpedjo, né en 1970 à Ketao au Togo, est un artiste plasticien togolais résidant en Côte d'Ivoire. Artiste pluridisciplinaire, il est peintre, sculpteur, dessinateur, graveur et artiste d'installation.

## Biographie

### Jeunesse et sculpture
Très jeune, Sadikou Oukpedjo est remarqué à l'école ou il découvre la sculpture grâce à un professeur qui l'invite dans son atelier pour l'aider à travailler sur des statues de papier mâché. Il développe une pratique artistique portée sur la sculpture et les assemblages.
En 1994, alors qu'il a quitté l'école depuis longtemps, il suit les cours du plasticien togolais, Paul Ahyi, où il apprend à travailler avec le bois et la céramique. À l'issue de ces cours, il intègre en 1998, à l'âge de 23 ans, l'atelier de l'artiste à Lomé.
Il crée plus tard son propre atelier dans le quartier d'Agoe Nyeve à 15 km de Lomé. Au travers de ses œuvres, intégrant notamment un ensemble d'objets traditionnels collectés, il interroge son héritage culturel par le prisme de différentes problématiques telles que l'abus du pouvoir politique, les inégalités sociales et les conflits religieux.

### Peinture et expérimentations
Plus tard, à côté de son travail de sculpteur, il apprend la peinture et mène des expérimentations. Il essaie ainsi de nouveaux matériaux tels que le papier, le ciment aux rehauts de pastels, la craie et la peinture sur toile. Il crée alors des œuvres avec des dimensions nouvelles en modelant son dessin à la manière du bois.
En 2010, il s'installe au Mali où il fréquente notamment l'atelier du plasticien béninois Ludovic Fadaïro, qui est alors en résidence dans ce pays.
En 2013, la guerre au Mali l'oblige à s'en aller pour s'établir en Côte d'Ivoire. Il s'installe ainsi à Abidjan où il se consacre alors essentiellement à la peinture.
En 2014, l'artiste expose à la Biennale de Dakar. À son retour de la biennale, il commence une série de dessins, des figures à la fois mi-homme, mi-animal qui seront présentées en octobre à 1:54 Contemporary African Art Fair 2014 à Londres,. Il y interroge les notions d’origine et d’héritage à travers le prisme des problématiques contemporaines et des mythes Ouest-africains.
En 2015, son travail est exposé pour la première fois à Lagos dans l’exposition Platform présentée par Art Twenty one (Art 21). Cette même année, il participe à une résidence à la Fondation Blachère au Sénégal.
En 2016, la Galerie Cécile Fakhoury, à Abidjan, présente son travail dans l’exposition personnelle « Anima » et dans le OFF de la 12e Biennale de Dakar avec l’exposition « Une collection particulière ». À la fin de cette année, il participe à une résidence au Thread – Tambacounda de la Josef & Anni Albers Foundation et à l’espace La Vallée à Bruxelles,. 
En 2017, ses œuvres sont présentées à Art Paris Art Fair au Grand Palais et à la Art Fair à Londres. En 2018, il est sélectionné au programme de résidences de l’Institut Français à la Cité internationale des arts de Paris et participe à l’exposition Des Hommes et des Totems à la Galerie Le Manège de Dakar. Ses œuvres sont ainsi présentées lors d'une exposition personnelle intitulée « Mutation ». Il figure aussi à la Biennale de Dakar, où il expose un travail à quatre mains réalisé avec Vicent Michéa intitulé « Les fantômes de l'Afrique »,.
En 2019, le plasticien réalise sa deuxième exposition personnelle. Intitulée « Silentium », elle se déroule dans la Galerie Cécile Fakhoury. Cette exposition est la suite de l'exposition « Anima » réalisée par l’artiste en 2016.
En 2020, l'association « You are Beautiful the Way you are » et Blackpuffin exposent l'artiste dans les rues de Dakar,. L'artiste figure aussi à la troisième édition de la foire 1-54 Marrakech (marché d’art africain contemporain) à Marrakech au Maroc en février 2020.
En 2021, l'artiste doit exposer à la Foire internationale d'art contemporain à Paris, mais celle-ci est annulée dans le contexte de la Pandémie de Covid-19.

## L’œuvre
Sadikou Oukpedjo questionne le monde contemporain et la société au travers de leurs rapports à la nature, au monde animal, aux rites ancestraux et aux traditions. Ainsi, il explore « les rapports ambigus que l'homme entretient avec son animalité » et produit des œuvres visant à déranger et à interroger son public.
Sadikou Oukpedjo s'exprime notamment par le pastel sur papier, les sculptures monumentales en extérieur, les grandes toiles, les gravures, les céramiques, les pierres taillées, la peinture sur miroir, la peinture sous morceaux de verre et la peinture sur toile,.

## Collections
- Centre Pompidou, Paris, France
- Musée Mohammed VI d'art moderne et contemporain, Rabat, Maroc
- Fondation H, Antananarivo, Madagascar
- Fondation Blachère, Apt, France